# Мзиликази
Мзиликази (англ. Mzilikazi, имя также иногда записывается Мозилика́тзе (Мосиликатсе, Mosilikatze) или Моселекатзе (Моселекатсе, Moselekatze), переводится как «Великий путь»; ок. 1790, Мкузе — 9 сентября 1868, Матабелеленд) — южноафриканский правитель (инкоси), основатель «государства» Матабеле (также известного как Мтвакази и Матабелеленд) на территории будущей Южной Родезии и сегодняшнего Зимбабве. Он был сыном Матсобаны из Мкузе, Зулуленд (сейчас часть территории ЮАР), и умер в Ингаме, Матабелеленд (около Булавайо, Зимбабве).

## Биография
В молодости был одним из полководцев зулусского инкоси Чаки, однако около 1822 года вышел из-под его повиновения, уведя с собой несколько родов зулу, отделившихся в народность матебеле (ндебеле).
Впрочем, на территории будущего Трансвааля они обосновались ненадолго — после 1836 года были вытеснены бурскими поселенцами в ходе «Великого трека». Понеся большие потери, к 1837—1838 годам матебеле во главе с Мзиликази были вынуждены пересечь реку Лимпопо и двигаться дальше на запад на территорию современной Ботсваны, а затем на север к Замбии. Однако и там они не смогли обосноваться из-за падежа скота от инфекций, переносимых мухами цеце.
В 1840 году матабеле добрались на юго-восток до современных зимбабвийских земель, ставших известных как Матабелеленд. Там Мзиликази организовал своих последователей в военную систему краалей наподобие существовавших у Чаки. Он сумел разрушить государство Розви, покорить шона и часть тсвана, установить политическое господство над большей частью территории Зимбабве со столицей в Булавайо, отразить бурские атаки 1847—1851 годов и убедить правительство Южно-Африканской Республики подписать с ним мирный договор в 1852 году.
Многие считают его величайшим военным лидером в Южной Африке после зулусского короля Чаки. В своей биографии Давид Ливингстон назвал его вторым самым впечатляющим правителем из тех, с кем он встречался на африканском континенте. Осознавая опасности от европейских колонизаторов, он оставался дружелюбен с большинством путешественников (помимо Ливингстона, среди них были охотник Генри Хартли, миссионер Роберт Моффат, зоолог и врач Эндрю Смит, военный инженер Уильям Корнуоллис Харрис, исследователь и торговец Дэвид Хьюм), хотя под конец жизни отказывал в допуске на свою территорию ряда европейцев.